# ¡Decapitacion!
¡Decapitacion! è un EP dei Cattle Decapitation, pubblicato nel 2000 dalla Accident Prone Records. Tutte e tre le tracce sono versioni in spagnolo di brani contenuti nel precedente EP Homovore.
È stato ristampato, in tiratura limitata in vinile da 7" per sole 500 copie e in musicassetta, nel 2016.

## Tracce
Testi di Travis Ryan, musiche di Gabe Serbian.
1. Tripas de pepe (Pepe's Trepes) – 0:51
2. Vino de lo sanguifero (Wine of the Sanguine) – 0:37
3. Queso de cabeza (Headcheese) – 1:00

## Formazione
- Travis Ryan – voce
- Gabe Serbian – chitarra
- David Astor – batteria